# Lovce
Lovce (Hongaars: Kislóc) is een Slowaakse gemeente in de regio Nitra, en maakt deel uit van het district Zlaté Moravce.
Lovce telt 680 inwoners.